# Pierre-Châtel
Pierre-Châtel – miejscowość i gmina we Francji, w regionie Owernia-Rodan-Alpy, w departamencie Isère.
Według danych na rok 1990 gminę zamieszkiwało 1226 osób, a gęstość zaludnienia wynosiła 107 osób/km² (wśród 2880 gmin regionu Rodan-Alpy Pierre-Châtel plasuje się na 674. miejscu pod względem liczby ludności, natomiast pod względem powierzchni na miejscu 1015.).